# Pseudeusemia nigrescens
Pseudeusemia nigrescens là một loài bướm đêm trong họ Geometridae.